# Violeta Violeta
Violeta Violeta — серия студийных альбомов норвежской альтернативной рок-группы Kaizers Orchestra, являющаяся их шестым, седьмым и восьмым студийным альбомом. Альбомная «трилогия» была выпущена в течение 2011—2012 гг. Vol.1 вышла 31 января 2011 года, Vol. 2 вышла в ноябре 2011, а Vol. 3 в ноябре 2012.

## История
В 2007 году на Янове Оттесена снизошёл креативный бум, и он создавал две-три песни каждый день в течение десяти суток. Используя этот материал в качестве основы, Оттесен создал концепцию «альбомной трилогии» на похожую тему. Сидя в студии в подвале своего дома и используя в качестве музыкального инструмента бочку из-под горючего, Оттесен записал «скелет» демо-песен, предназначенных для трилогии. Позже группа объявила Studio Tour, четырёх-концертный тур по Норвегии, доход с которого пойдет на финансирование нового альбома. Название альбомов и их формат, благодаря обширному написанию песен в 2009-м, были представлены 10 февраля 2010 года, в день первого шоу в программе Studio Tour. Во время интервью NRK, было указано, что каждый альбом будет вмещать по 10 песен каждый, нарушая стандартный набор «Кайзеров» в 12 песен за альбом. Когда «Кайзеров» спросили, будет ли больше песен на ограниченном тираже альбомов, они отрицали, придерживаясь по 10 песен на альбомах трилогии.

## Запись
Запись первого альбома из трёх началась 28 февраля 2010, на Duper Studios в Бергене. Jørgen Træen, Yngve Sætre, а также Ottesen выступили в качестве продюсеров. 11 марта Оттесен заявил, что 12 песен были записаны за 12 дней, завершив первый альбом трилогии. Запись дополнительных инструментовок, таких как оркестр, была запланирована на более поздний срок. 7 июня 2010 официальный сайт подтвердил завершение Vol. 1, а также выпуск первого сингла в августе, и второго сингла в начале января 2011 года (изменено на октябрь 2010 года). Согласно интервью с VG Nett после выхода их первого сингла, «Кайзеры» объяснили, что первые два альбома трилогии уже были записаны, так как первый альбом занял только две недели Участие приглашенных музыкантов включает Stavanger Symphony Orchestra и 14-летняя девочка (сестра жены Янове)

## Vol. 1

### Продвижение альбома
Первый сингл с первого альбома трилогии, «Philemon Arthur & the Dung», был выпущен в цифровом виде 24 августа 2010 года. В октябре сингл попал в «A-list» норвежского радио NRK P3, элитный плей-лист радиостанции. Для продвижения выпуска своего второго сингла, «Hjerteknuser», Kaizers Orchestra выпустили официальные ноты и стихи песни для свободного скачивания, позволяя людям без навыка музыканта записать свой собственный вариант песни.. Победитель, Moi, был объявлен на норвежском радио 27 октября 2010 года, и она планирует записать свой кавер на «Hjerteknuser» и выпустить его на собственном звукозаписывающем лейбле «Кайзеров», и отправиться с ними в 2011 году; в той же радио-передаче состоялась премьера «Hjerteknuser» от, собственно, Kaizers Orchestra. Те, кто получили второе и третье место в конкурсе, также получили разрешение на публикацию их версий псен. В видеоклипе на «Hjerteknuser» приняла участие известная норвежская актриса Ane Dahl Torp, которая изобразила Беатрис, одного из персонажей «вселенной» Violeta Violeta.
Для третьего сингла, «En for orgelet, en for meg», «Кайзеры» сотрудничали с рэперами из Германии (Prinz Pi), Швеции (Timbuktu), Нидерландов (Blaxtar), чтобы создать разные версии песни для этих стран.. Альбомная версия песни доступна для скачивания, если сделан предзаказ первого альбома. Для дальнейшего продвижения альбома, Оттесен и Øyvind Storesund, басист группы, отправилась в тур по малым городам Европы, выступая вдвоём с акустической программой.

### Список композиций
Все песни написаны на норвежском языке. Стихи и музыка записаны Janove Ottesen, если не указано другое.
1. «Philemon Arthur & the Dung» — 3:22
2. «Diamant til kull» (Алмазы в уголь) — 4:45
3. «Femtakt filosofi»
4. «Din kjole lukter bensin, mor» (Твоё платье пахнет бензином, мама) — 3:16
5. «En for orgelet, en for meg» (Одна для меня, одна для органа) — 3:05
6. «Tumor i ditt hjerte» (Опухоль в твоём сердце) — 4:24
7. «Hjerteknuser» (Разбиватель сердец) — 3:20
8. «Psycho under min hatt» (Псих под моей шляпой) — 3:03
9. «Svarte katter & flosshatter» (Чёрные кошки и цилиндры) — 5:12
10. «Sju bøtter tårer er nok, Beatrice» (Семи ведер слёз достаточно, Беатрис) — 5:11

## Vol. 2

### Список композиций
Все песни написаны на норвежском языке. Стихи и музыка записаны Janove Ottesen, если не указано другое.
1. «I ett med verden» (At One with the World) (Ottesen/Geir Zahl) — 5:44
2. «Støv og sand» (Dust and Sand) — 3:49
3. «Tusen dråper regn» (A Thousand Drops of Rain) — 3:47
4. «Drøm videre, Violeta» (Keep Dreaming, Violeta) — 3:27
5. «Far til datter» (Father to a Daughter) — 3:30
6. «Faen i båten» (Devil in the Boat) — 2:02
7. «Gresk komedie» (Greek Comedy) (Zahl) — 3:34
8. «Silver» — 4:12
9. «Domino» (Zahl) — 3:15
10. «Den romantiske tragedien» (The Romantic Tragedy) — 5:11

## Vol. 3

### Список композиций
Все песни написаны на норвежском языке. Стихи и музыка записаны Janove Ottesen, если не указано другое.
1. «Begravelsespolka» (Funeral Polka) — 7:06
2. «Forloveren» (The Maid of Honor) — 7:24
3. «Aldri vodka, Violeta» (Never Vodka, Violeta) — 6:53
4. «Tvilling» (Twin) — 7:38
5. «Det polaroide liv» (The Polaroid Life) (Ottesen/Zahl) — 3:50
6. «Siste dans» (Last Dance) — 3:44
7. «Markedet bestemmer» (The Market Decides) (Ottesen/Zahl) — 6:30
8. «Satan i halsen» (Satan in Your Throat) (Ottesen/Zahl) — 4:30
9. «Perfekt i en drøm» (Perfect in a Dream) — 7:44
10. «Sekskløver» (Six-leaf Clover) — 6:17